# 파르마 공작 카를로스 우고
파르마 공작 카를로스 우고(Carlos Hugo, Duke of Parma and Piacenza, 1930년 4월 8일 ~ 2010년 8월 18일)는 1977년부터 사망할 때까지 부르봉파르마 공작원의 수장이었다. 카를로스 우고는 스페인의 왕위를 주장하는 칼리스트였으며, 치명적인 몬테주라 사건 당시 공식 수장이었던 칼리스트당을 통해 칼리스트 운동의 정치적 방향 전환을 모색하였다. 1964년 네덜란드 공주 이레너와 결혼하면서 네덜란드에는 헌법적 위기가 발생하였다.